# Бондаренко Ніна Григорівна
Ніна Григорівна Бондаренко (нар. 11 вересня 1918, село Скотувата, тепер частина Верхньоторецького Покровського району Донецької області — 1998, місто Дзержинськ, тепер місто Торецьк Донецької області) — українська радянська діячка, вчителька, директор школи робітничої молоді шахти імені Артема Дзержинського району Сталінської (Донецької) області. Депутат Верховної Ради УРСР 4-го скликання.

## Біографія
Народилася у багатодітній родині сільського вчителя. У 1933 році закінчила неповну середню школу. У 1933—1936 роках навчалася у педагогічному технікумі міста Слов'янська Донецької області. Технікум закінчила із відзнакою.
З 1936 по 1941 рік працювала вчителькою української мови та літератури Христищанської семирічної школи Слов'янського району та вчителькою в одній із семирічних шкіл міста Слов'янська.
У 1940 році заочно закінчила Ворошиловградський педагогічний інститут.
У грудні 1942—1944 роках — розвідниця партизанського загону імені Боженка, який дислокувався у районі міста Малина Житомирської області. Учасник німецько-радянської війни. 
З 1944 року — вчителька української мови та літератури і директор середньої школи міста Харцизька, директор Кіровської середньої школи № 11, директор Артемівської середньої школи № 13, директор вечірньої середньої школи робітничої молоді шахти імені Артема Дзержинського району (тепер — частина міста Торецька) Сталінської (Донецької) області. Директором школи робітничої молоді пропрацювала двадцять років.
Потім — на пенсії у місті Дзержинську (тепер — Торецьку) Донецької області.

## Нагороди
- орден Трудового Червоного Прапора
- орден Вітчизняної війни ІІ ст. (6.04.1985)
- медаль «Партизану Вітчизняної війни» І ст.
- медаль «За перемогу над Німеччиною у Великій Вітчизняній війні 1941—1945 років»
- медаль «За відновлення шахт Донбасу»
- медалі
- знак «Відмінник народної освіти Української РСР»
- почесний громадянин міста Дзержинська (Торецька) (1969)